# Abbaye de Waulsort
L'abbaye de Waulsort était un monastère de moines bénédictins fondé au Xe siècle en bord de Meuse, au sud de Dinant (Belgique) par des moines irlandais venus d’Écosse pour évangéliser la région. Ces moines s'établirent d'abord en Thiérache, puis ils firent retraite à Gorze et à Fleury, et se fixèrent enfin comme une communauté bénédictine à Waulsort. Ses trois premiers abbés sont considérés comme saints.
Les moines s'adonnaient à la ciselure, à l'émaillerie, à la gravure, une école d'orfèvrerie fonctionnant à Waulsort du Xe au XIVe siècle. En particulier, l'intaille de Lothaire est un remarquable bijou lotharingien datant de la fin du IXe siècle.
Avec le monastère situé à Hastière, et malgré des rivalités qui tournent parfois au conflit, les deux établissements religieux prirent de l’importance, mais l'ensemble monastique connut beaucoup d'épreuves aux XVe, XVIe et XVIIe siècles. Les deux monastères furent dévastés en 1568 par les iconoclastes. Ils ont souffert plus tard des guerres de Louis XIV.
L’abbaye fut supprimée en 1793 par le pouvoir révolutionnaire français. Ce qu’il en reste, le palais abbatial, est connu aujourd’hui comme étant le « château de Waulsort ».

## Géographie
L'abbaye de Waulsort se situait à 10 km au sud de Dinant, en Belgique, dans la province de Namur. 

## Éléments d’histoire

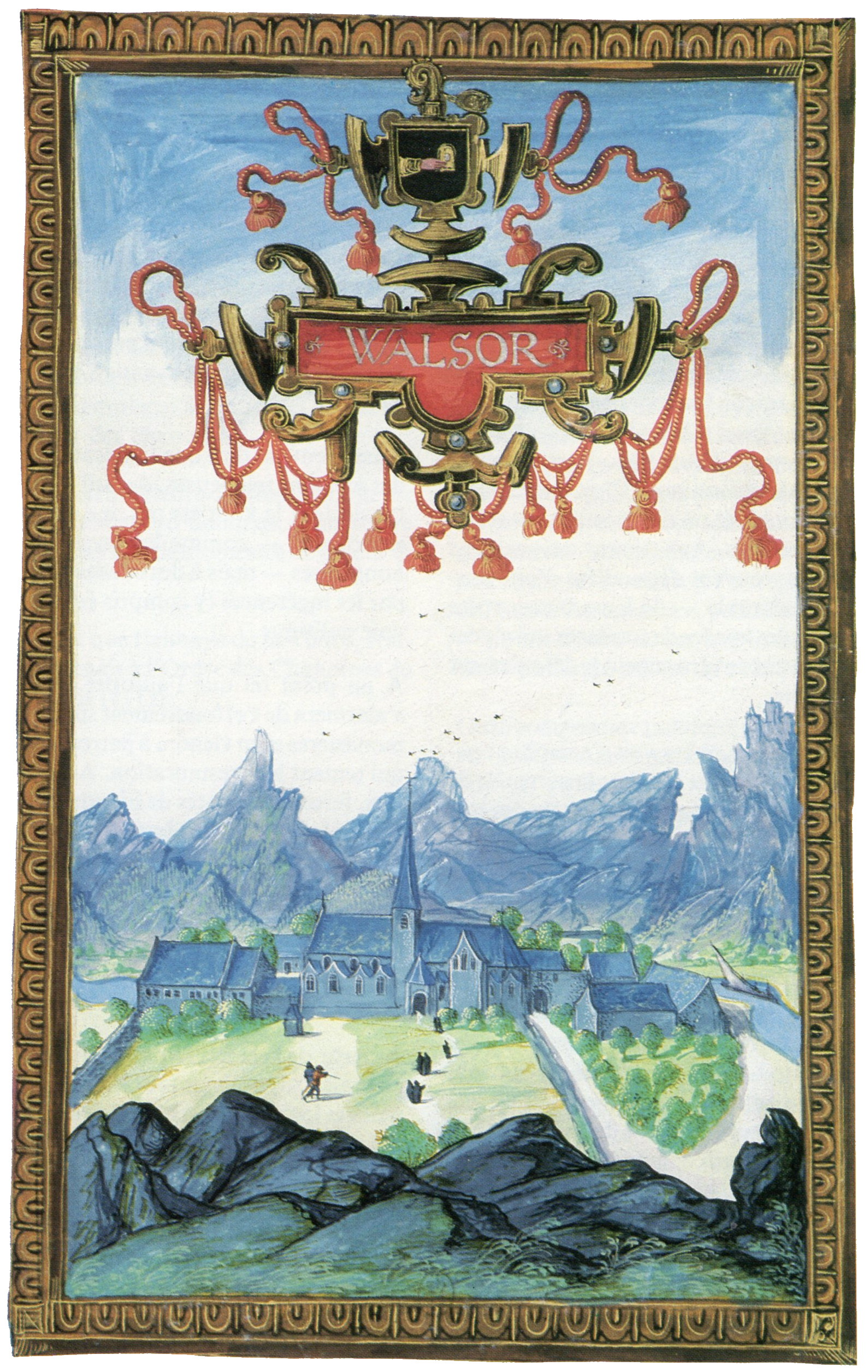
Abbaye de Waulsort en 1604 (Albums de Croÿ)

Un groupe d’une douzaine de moines conduits par Saint Maccalan arrivent d’Écosse et s’installent en Haute-Meuse vers 940. Ils sont invités par Eilbert de Florennes qui souhaite fonder une abbaye en réparation d’une mauvaise action commise.
Ils sont donc accueillis par Héresinde, femme d'Eilbert, comte de Florennes, pour s'établir d'abord en Thiérache. Ultérieurement, ils firent retraite à Gorze et à Fleury, puis établirent une communauté bénédictine à Waulsort, en 946. Une charte datant effectivement de 946, octroyée par l’empereur Othon le Grand ratifie cette fondation sous le nom de Walciodorus.
On connait les noms des premiers abbés. Les trois, Maccalan (+978), Cathroé (c900-971) et Forannan (+982) sont considérés comme saints. En 986, Othon 1er, roi de Germanie, consacre la fusion des monastères de Waulsort et d'Hastière. Une autre source atteste qu'au cours de son histoire, le monastère s’allie à sa voisine l’abbaye d’Hastière, qui lui est rattachée vers l'an 1000.
Ensemble, et malgré des rivalités qui tournent parfois au conflit, les deux abbayes prennent de l’importance. L’église abbatiale est inaugurée en 1048. À partir de 1208, les deux monastères eurent chacun leur chapitre sous un abbé unique.
L'ensemble monastique connut beaucoup d'épreuves aux XVe, XVIe et XVIIe siècles.
La présence de Château-Thierry, un château fort perché au sommet des rochers qui bordent l’autre rive de la Meuse et contrôlant la vallée de la Meuse de Givet à Dinant, n’empêche pas que les deux monastères soient dévastés en 1568 par les iconoclastes. Ils souffrent plus tard des guerres de Louis XIV. Les bâtiments actuels de Waulsort, datent de 1670, et ne sont qu’une partie de l’abbaye telle que reconstruite au XVIIe siècle.
En 1793, les révolutionnaires pillent l'abbaye et y mettent le feu. Comme beaucoup d’autres, l’abbaye est alors supprimée par le pouvoir révolutionnaire français et les moines expulsés. Ont échappé à la destruction le quartier abbatial, la salle des archives, la ferme et ses dépendances en ovale (1727), et les jardins en terrasses,.
Deux ans plus tard, en 1795, elle est pillée par le maire de Givet, un certain Delecolle. Au XIXe siècle le palais abbatial est réaménagé en château, qui est aujourd’hui résidence privée: il ne se visite pas.

## Travail des moines

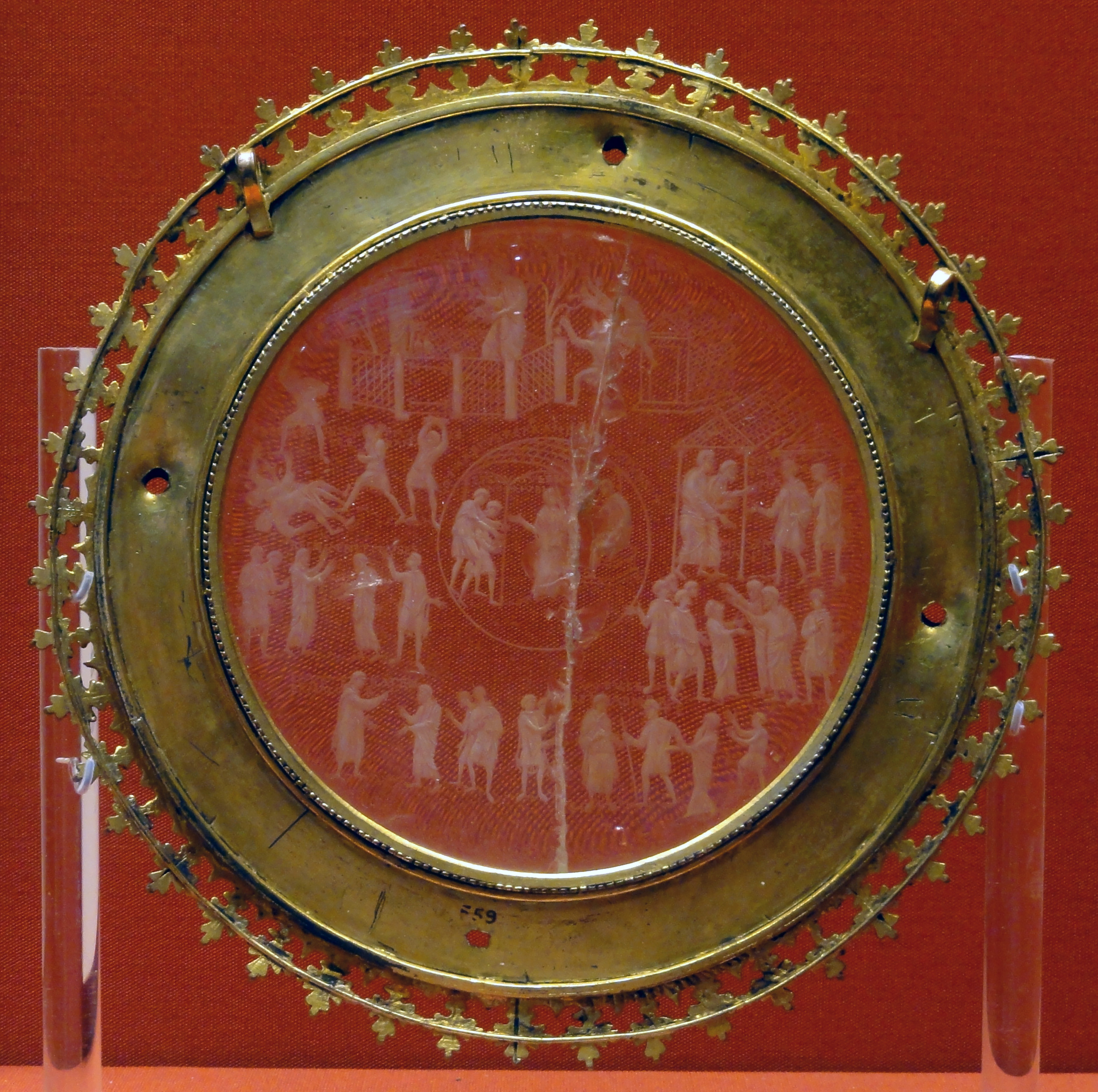
Histoire de Suzanne (Bijou de Waulsort)

### Généralités
Les moines s'adonnaient à la ciselure, à l'émaillerie, à la gravure, et il semble qu'une école d'orfèvrerie fonctionna à Waulsort du Xe au XIVe siècle.

### Bijou de Waulsort
L’intaille de Lothaire est un remarquable bijou lotharingien datant de la fin du IXe siècle sur lequel sont gravées huit scènes tirées de l’histoire de Suzanne (dans le livre de Daniel). De grande valeur ce petit disque de cristal (11 cm de diamètre) fut à l’origine de la mauvaise action du comte Eilbert de Florennes, qui en marque de repentir le laissa à l’abbaye de Waulsort qu’il avait fondée. 
Pendant près de dix siècles le bijou resta propriété de l’abbaye jusqu’à sa suppression en 1793. Jeté dans la Meuse par les pillards de 1795 il fut récupéré et, plusieurs fois vendu et revendu, il fut finalement acquis par le British Museum en 1855. Il s'y trouve encore.

## Pour compléter